# احمد خضرویه
احمد خضرویه، ابوحامد احمدبن خضرویهٔ بلخی، از مشایخ متصوفهٔ خراسان.

## درباره
احمد خضرویه از بزرگان تصوف در قرن سوم هجری، وی در (۲۴۰ ه‍.ق) در زمان متوکّل در سنّ نود و پنج سالگی در زادگاه خود بلخ وفات یافته‌است.
تمام منابع قدیم و جدید به اتفّاق نام او را احمد و کنیه اش را ابوحامد ضبط کرده‌اند. او معاصر بایزید بسطامی و یحیی بن معاذ رازی بود و با هردوصحبت داشته و شوی فاطمه دختر امیر بلخ بوده‌است.
در حکایت، حلوا خریدن احمد خضرویه جهت غریمان مبنی بر تأثیر دل شکسته و اجابت دعا، در مثنوی معنوی سخن به میان آمده‌است. در تذکرة الأولیاء نظیر این داستان درباره احمد خضرویه آمده‌است. قصّه جهاد رفتن شیخ احمد خضرویه نیز مذکور است.